# Copacabana (gemeente)
Copacabana is een gemeente (municipio) in de Boliviaanse provincie Manco Kapac in het departement La Paz. De gemeente telt naar schatting 15.299 inwoners (2018). De hoofdplaats is Copacabana.